# 성적표의 김민영
《성적표의 김민영》 (Kim Min-young of the Report Card)은 한국에서 제작된 이재은, 임지선 감독의 2021년 드라마 영화이다. 김주아 등이 주연으로 출연하였다.

## 줄거리
청주여자고등학교의 비공식 클럽 '삼행시클럽'의 정희와 민영, 수산나는 수능 100일을 앞두고 클럽 해체를 선언한다.

## 출연
- 김주아 - 정희 역 (아역 : 이유주)
- 윤아정 - 민영 역
- 손다현 - 수산나 역
- 임종민 - 정일 역

## 수상
| 영화제                   | 날짜           | 부문         | 결과       | 참고  |
| ------------------------ | -------------- | ------------ | ---------- | ----- |
| 제22회 전주국제영화제    | 2021년 5월 6일 | 한국경쟁     | 대상       | [ 1 ] |
| 제3회 평창국제평화영화제 | 2021년         | 국제장편경쟁 | 관객특별상 |       |

## 관련 작품
- 《성적표의 김민영》 오리지널 각본집, 아르테 (2022년 10월 5일) ISBN 9788950941925